# 本妙寺 (熊本市)

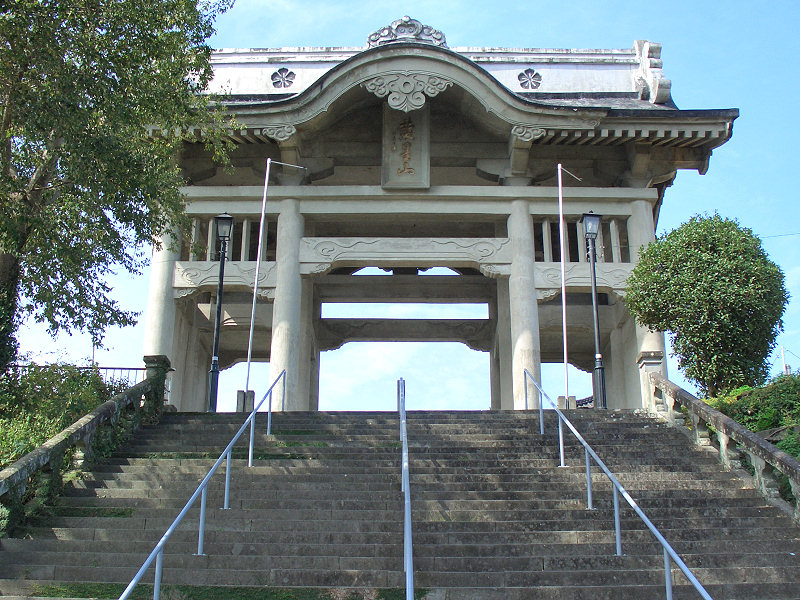
仁王門

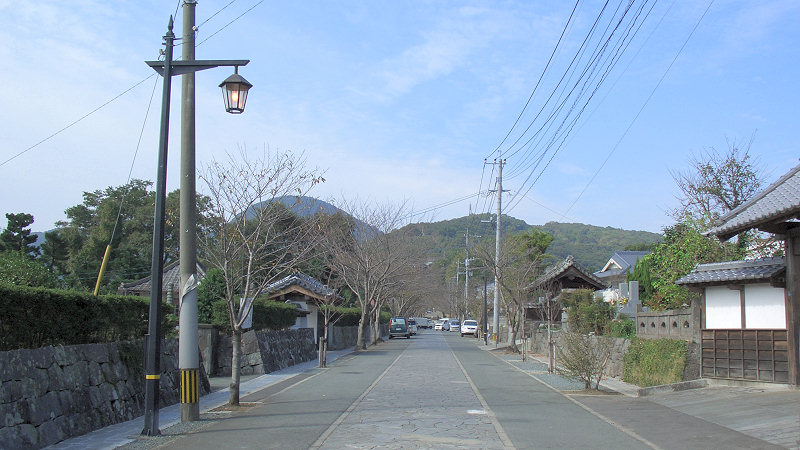
参道

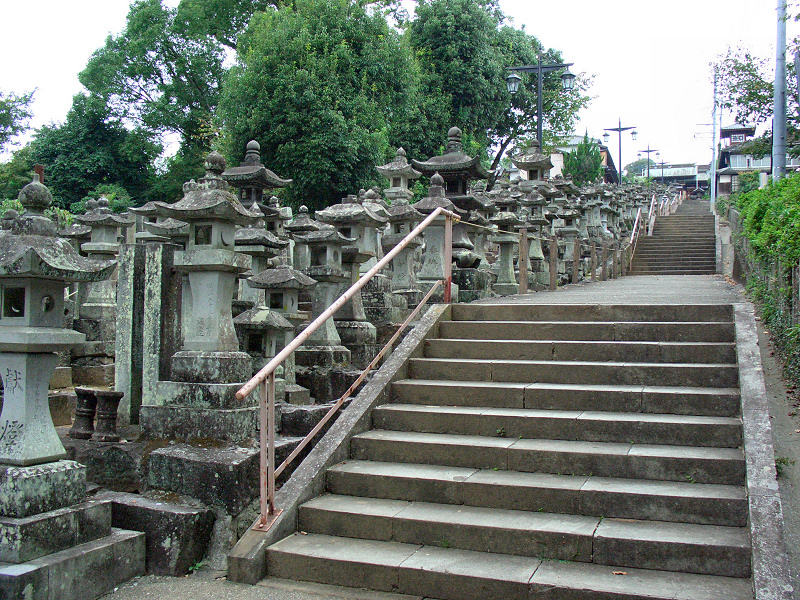
胸突雁木

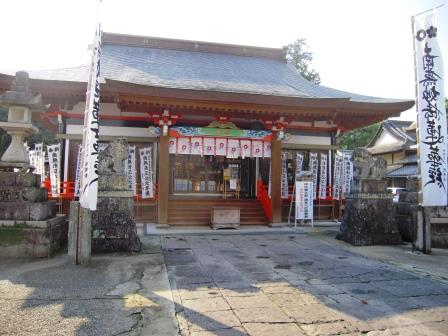
浄池廟拝殿

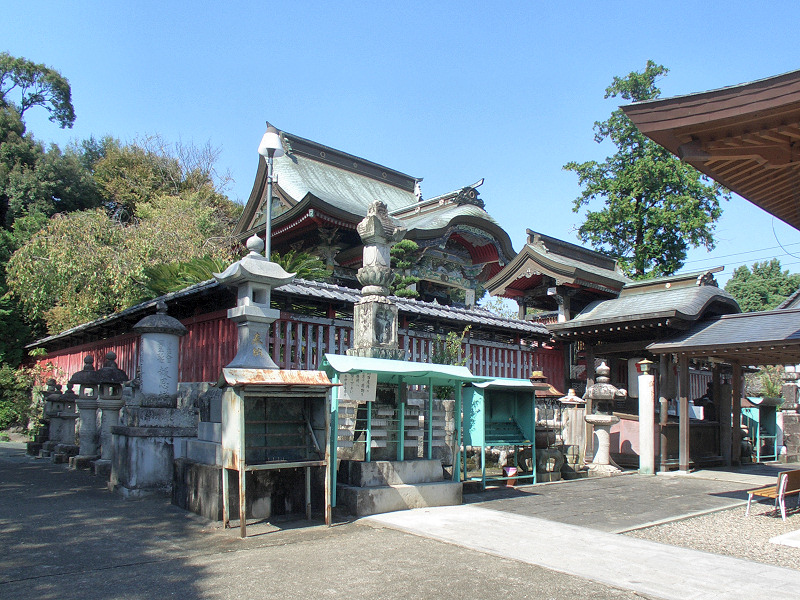
浄池廟本殿

加藤清正公像

本妙寺（ほんみょうじ）は、熊本市西区の熊本城北西にある日蓮宗六条門流の寺で大本山本圀寺から「六条門流九州総導師」の特別寺格を与えられている。山号は発星山。本尊は十界曼荼羅。親師法縁。日蓮宗の熱心な信者であり肥後熊本藩の初代藩主・加藤清正を祀る浄池廟（じょうちびょう）があることで知られる。浄池廟の奥には長い石段があり、これを上ると清正の銅像がある。

## 概要
境内入口の巨大な仁王門は鉄筋コンクリート造で、出雲大社の大鳥居などでも知られる小林徳一郎の寄進で1920年（大正9年）に建立された。国の登録有形文化財に登録されている。門をくぐると桜並木の長い参道が続き、両側に12の塔頭が並ぶ。
参道を進むと右手に本妙寺の大本堂（勅願道場）がある。そこから先には胸突雁木（むなつきがんぎ）と呼ばれる176段の急勾配の石段があり、その中央に信者から寄進された多数の石灯籠が並んでいる。これを登ったところに浄池廟があり、境内の宝物館には清正の遺品や加藤・細川家に関する文書・書画・工芸品・鎧兜等、国の重要文化財を含む約1400点が収蔵、展示されている。
かつては宿泊する参拝客も多かったというが、今は浄池廟の手前に1軒だけ古い旅籠が残る。さらに浄池廟の裏手から300段の石段を登ると、鑓を持ち長烏帽子形兜を被った清正像が立っている。ここからは熊本市内をよく見渡すことができる。
毎年清正の命日である7月24日の前夜、僧侶や信者が写経した法華経を奉納する頓写会（とんしゃえ）が行われ、10万人の参拝客で賑わう。清正の一周忌に本妙寺第三世日遥が法華経一部八巻を一夜で写経し、追善供養したことが起源とされる。

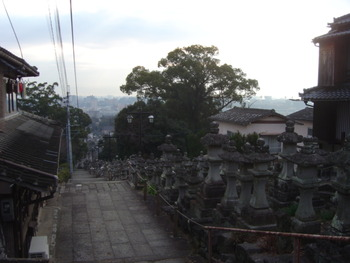
本堂から見る市街地の朝焼け
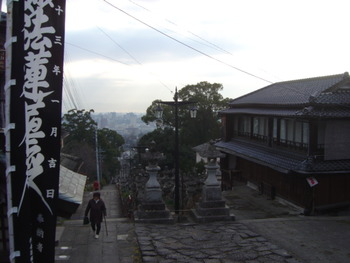
本堂側から参道方向を

## 歴史
1585年（天正13年）、加藤清正の父・清忠の冥福を祈るため、日真の開山により大阪に開創されたのに始まる。清正が熊本城主になった後の1600年（慶長5年）、熊本城下に創建されていた瑞龍院に移された。1611年に清正が没し、遺言により中尾山上の浄池廟に清正像を奉安した。1614年（慶長19年）、火災で焼失した本妙寺を浄池廟下の現在地に移転した。
明治時代の神仏分離令によって浄池廟と本妙寺は神社と寺として分けられ、1871年（明治4年）に社殿だけが熊本城内に移され、加藤神社となった。浄池廟の拝殿も撤去された。その後、西南戦争で焼失した大本堂と同時に浄池廟の建物も再建され（明治27年）、現在の姿になった。

## 本妙寺とハンセン病
かつて本妙寺の参道にはハンセン病患者が並び、参拝者に喜捨を要求していた。その起源は不詳であるが、境内の碑文に病気祈願の記載があり、江戸時代とも考られる。文書で確認できるのは1871年（明治4年）である。その後、寺は西南戦役で一部炎上したが、患者は再び集まり、近くの集落で自活していた。ハンナ・リデルやコール神父などのハンセン病患者救済活動や、聖母会による病院設立などもあったが、国による九州療養所の設立後も患者は療養所と本妙寺集落の間を行き来した。そして、1940年（昭和15年）7月9日に本妙寺事件として知られる患者の強制収容があった。これは熊本ではあまり熱心でなかった、無癩県運動の一環として、また近づいてくる戦争準備への一環と考えられている。潮谷総一郎によると、患者の多くは相愛更生会という秘密結社に入っていた。毎年5円を出して、寄付金の趣意書、奉加帳を交付して貰い、定められた自分の縄張りに年2回出張して寄付を募った。また、厚生省、県知事、学務課、社会課の証明書、本妙寺の住職の感謝状を偽造した。そして北海道から台湾朝鮮に至るまで、2名一組で寄付を強要する、やらないと、「伝染させるぞ」と居直る。人々は癩の恐怖と、いかめしい厚生省や、県知事等の証明書にたいして、金銭を出したのであった。本妙寺事件の一部はその解決のためであった。相愛更生会の一部は草津楽泉園の特別病室に入っていたが、非常な人格者もおり、秘密結社というより、自治組織と考える人もいる。本妙寺部落役員5名と相愛更生会幹部4 名は特別病室に57日収容されていた。また、本妙寺らい集落に居住する患者と九州療養所や星塚敬愛園などの長い腐れ縁を絶つためでもあったろう。強制収容後、患者は草津楽泉園に移送され、いわゆる特別病室,別名重監房に入獄した。
- 強制収用後の患家は燃やされたが、患者が時々参道に並ぶのは終戦後まで続いた。

## 文化財
重要文化財（国指定）
- 短刀 銘光世
- 蒔絵調度類[3]
  - 桐桔梗折墨紋（きり ききょう おれずみもん）蒔絵四重椀 1具
  - 桐桔梗折墨紋蒔絵三重椀 1具
  - 桐桔梗折墨紋蒔絵平椀 1口
  - 桐桔梗折墨紋蒔絵壺椀 2口
  - 桐桔梗折墨紋蒔絵腰高 2口
  - 桐桔梗折墨紋蒔絵飯器 1合
  - 桐桔梗折墨紋蒔絵膳 3基
  - 桐桔梗唐草蒔絵椀 1口
  - 桔梗唐草蒔絵椀 1口
  - 菊桐紋蒔絵盃台 1口
  - 菊桐紋蒔絵懸盤 2基
  - 菊桐紋蒔絵香箱 1合
- 紙本墨書日本紀竟宴和歌上下2巻
- 安南国大都統官阮潢書簡 加藤清正宛（弘定十年）、安南国大都統官阮潢書簡 加藤清正宛（弘定十一年）[4]

登録有形文化財
- 仁王門  2016年の熊本地震により被災。現在通行止め。修復を目的としたクラウドファンディングを2021.04より開始

熊本県指定有形文化財
- 短刀 備州長船祐定
- 刀 同田貫正国

## 塔頭
- 本是山静明院　天正年間開創　開山妙音院日領
- 吉祥山東光院　玉名郡南関町に開創され元和二年本妙寺山内に移転　開山東光院日延
- 仙乗院　天正三年開創　開山日輝
- 龍淵院　元和元年開創　開山龍淵院日通
- 大津山智運院　延宝年間開創　開山慧雲院日意
- 常住院　元和二年開創　開山発星院日真
- 妙心院　元和二年開創　開山日陽
- 延寿院　元和年間開創　開山日純
- 本地院　万治元年開創　開山日慶
- 雲晴院　寛文三年開創　開山雲晴院日逍
- 正善院　寛永二年開創　開山日助
- 尭心院　元和三年開創　開山観行坊

## 清正公寺
清正公寺は、東京都中央区日本橋浜町にある本妙寺の別院。文久元年（1861年）藩主の細川斎護が本妙寺に祀られる加藤清正の霊を分霊し創建した。明治維新後加藤神社と称した。明治18年（1885年）清正公堂と改称本妙寺別院とした。

## 旧末寺
日蓮宗は昭和16年に本末を解体したため、現在では、旧本山、旧末寺と呼びならわしている。
- 静明院（熊本市西区花園）塔頭
- 東光院（熊本市西区花園）塔頭
  - 東光院末：岩崎山浄真院（熊本市西区上高橋）
- 仙乗院（熊本市西区花園）塔頭
- 龍淵院（熊本市西区花園）塔頭
- 智運院（熊本市西区花園）塔頭
- 常住院（熊本市西区花園）塔頭
- 妙心院（熊本市西区花園）塔頭
- 延寿院（熊本市西区花園）塔頭
- 本地院（熊本市西区花園）塔頭
- 雲晴院（熊本市西区花園）塔頭
- 正善院（熊本市西区花園）塔頭
- 尭心院（熊本市西区花園）塔頭
- 発星山清正公寺（東京都中央区日本橋浜町）
- 安住山長國寺（熊本市中央区横手）
  - 長國寺末：妙法山中正院（熊本市南区城南町）
- 正東山瑞光寺（熊本市中央区横手）
- 光徳山妙立寺（熊本市中央区横手）
  - 妙立寺末：弘経山妙乗寺（熊本市中央区河原町）
  - 妙立寺末：廣布山妙宣寺（阿蘇郡南阿蘇村吉田）
- 壽福山妙永寺（熊本市中央区横手）
- 東光山本覺寺（熊本市中央区横手）
- 萬福山覚圓寺（熊本市中央区横手）
- 長久山實成寺（熊本市中央区横手）
- 妙光山蓮政寺（熊本市中央区安政町）
  - 蓮政寺末：妙喜山法蓮寺（熊本市中央区松原町）
  - 蓮政寺末：寿命山本行寺（熊本市中央区中央街）
  - 蓮政寺末：正法山東光寺（熊本市中央区東子飼町）
  - 蓮政寺末：妙躰寺（熊本市中央区妙体寺町）
- 久成山長延寺（熊本市中央区坪井）
- 明亀山本光寺（熊本市中央区坪井）
- 常妙山法宣寺（熊本市南区川尻）
- 歓喜山常清寺（熊本市南区川尻）
- 発迹山本立寺（熊本市南区川尻）
- 了解山妙行寺（熊本市南区内田町）
- 常明山圓頓寺（山鹿市大字山鹿）
- 光浄山東陽寺（玉名郡和水町大字上和仁）
- 正等山妙蓮寺（菊池市隈府）
- 水浄山興福寺（菊池市大平）
- 大津山廣濟寺（菊池郡大津町大字大津）
- 壽榮山正福寺（上益城郡山都町下馬尾）
- 國昌山本妙寺（天草市船之尾町）
- 正法山長久寺（天草郡苓北町志岐）
- 妙法寺（玉名市高瀬）
- 常楽山妙性寺（玉名市中）
- 泉福山宗覺寺（八代市妙見町）
- 泉福山本成寺（八代市本町）
  - 本成寺末：妙鼓庵（八代市日奈久中町甲）
- 了覺山浄信寺（八代市本町）
- 法苑山林鹿寺（人吉市麓町）
- 壽量寺（宇土市新町）
- 妙遠寺（阿蘇郡高森町尾下）
- 了覚山浄信寺（阿蘇市内牧）
- 永昌山妙光寺（阿蘇市波野大字小園）
- 天長山實照寺（葦北郡芦北町花岡）
- 長久山護國寺（島原市寺町）
  - 護國寺末：法華山永昌寺（南島原市有家町久保）
- 綾光山孝明寺（宮崎県東諸県郡綾町大字南俣）

## 所在地
- 熊本県熊本市花園4-13-1

## 交通アクセス

### 路面電車
- 熊本市電B系統本妙寺入口電停下車、西へ約1.1Km（山門まで約400m）。

### 路線バス
- 熊本桜町バスターミナルより以下の路線に乗車
  - 熊本都市バス柿原公民館ゆきで本妙寺前バス停下車、西へ約900m（山門まで約200m）。
  - 九州産交バス河内温泉ゆきで花園バス停下車、北へ100m、西へ約200m。

### 自家用車
- 九州自動車道熊本インターチェンジより10㎞